# 僕たちは希望という名の列車に乗った
『僕たちは希望という名の列車に乗った』（ぼくたちはきぼうというなのれっしゃにのった、原題：Das schweigende Klassenzimmer）は、2018年のドイツの青春映画。監督はラース・クラウメ、出演はレオナルド・シャイヒャーとトム・グラメンツ、ロルフ・カニースなど。東西冷戦下の東ドイツで起きた実話を、当事者の1人ディートリッヒ・ガルスカのノンフィクション『沈黙する教室』（大川珠季訳、アルファベータブックス）をもとに映画化。

## ストーリー
ベルリンの壁が建設される前の1956年の東ドイツ。鉄鋼の町スターリンシュタットのエリート高校に通うテオとクルトはある日、遊びのために忍び込んだ西ベルリンの映画館でハンガリーの民衆蜂起を伝えるニュース映像を見る。
ソ連による軍事介入で多数の人々が犠牲になったことに怒りを感じた2人は、ただ犠牲者を哀悼したいという純粋な気持ちから、級友たちに呼びかけて授業中に2分間の黙祷を行った。
だが、この行為はソ連の影響下にある東ドイツにおいては体制への反逆行為とみなされ、当局の調査が入り、国民教育相から生徒たちに一週間以内に首謀者を明かすこと、それに従わない者は全員退学に処すという通達が下る。
生徒たちは信念を貫き進学を諦めて労働者として生きるか、大切な仲間を密告してエリート街道を進むか、人生を左右する大きな決断を迫られる。
執拗な聴取に頑として口を割らない生徒たちに業を煮やした調査官のケスラーは、反ナチの英雄だった亡父を敬愛する生徒エリックに父親の正体を明かして揺さぶりをかける。
実はエリックの父親はナチに寝返り、その後、ソ連軍に処刑されていたのである。
その事実を新聞に掲載するとケスラーに脅されたエリックはクルトが首謀者であると明かしてしまう。
激しく動揺したエリックは射撃訓練場で教官を撃つと、銃を持ったまま母親のもとに向かい、改めて実父の真実を聞いて泣き崩れる。
エリックを追ってきたクルトに裏切ったことを告白し、エリックは逮捕される。
クルトの父ハンスの市議会議長としての立場を慮ったケスラーは、少なくとも10年は服役することになるエリックを首謀者とし、それを皆の前で証言するようにクルトに命じる。
厳格な共産主義者であるハンスはクルトにケスラーの言う通りにするように厳命するが、エリックの父親をソ連軍に売ったのがハンスであることを知ったクルトは証言を拒否し、西ベルリンに逃れる。
ハンスはクルトの逃亡計画に気付きながらも最終的には気付かぬふりをし、固い握手で送り出す。
教室に集まった生徒たちを前にケスラーは、首謀者であると認めたクルトが国を捨てたことを告げると、テオにクルトが首謀者であると証言するように命じる。
しかし、テオは多数決で決めたことでクルト1人の責任ではないとして証言を拒否すると、ケスラーから退学を告げられる。
すると他の生徒たちは次々と自分が首謀者であると申し出はじめ、結局、ケスラーはクラスの閉鎖を命じることになる。
卒業試験を受けることができなくなり、東ドイツでの大学進学の道を完全に断たれた生徒たちに、テオは年末に多くの人が墓参りで西に向かうのに乗じて西への逃亡を図ることを提案する。
そして決行の日、愛する両親や幼い弟たちとの別れに涙しながらも、テオは仲間と西ベルリンに向かう列車に乗る。
こうして1956年の年末に4名を除いてほぼ全員が出国し、西ドイツで卒業試験を受けることができたのである。

## キャスト
- テオ・レムケ: レオナルド・シャイヒャー（ドイツ語版） - 労働者階級出身の高校生。
- クルト・ヴェヒター: トム・グラメンツ（ドイツ語版） - テオの同級生で親友。エリート階級。
- レナ: レナ・クレンケ（ドイツ語版） - テオらの同級生でテオの恋人。
- パウル: イシャイア・ミヒャルスキ（ドイツ語版） - テオらの同級生。
- エリック・バビンスキー: ヨナス・ダスラー（ドイツ語版） - テオらの同級生。反ナチの共産主義の英雄だった亡父を敬愛。
- ヘルマン・レムケ: ロナルト・ツェアフェルト - テオの父親。製鉄所の労働者。
- シュヴァルツ校長: フロリアン・ルーカス - 労働者階級出身。
- ケスラー: ヨルディス・トリーベル（ドイツ語版） - テオらを執拗に追及する女性調査官。
- エドガー: ミヒャエル・グヴィスデク（ドイツ語版） - パウルの大伯父。西側のラジオ放送をテオらに聴かせる。
- ランゲ国民教育大臣（ドイツ語版）: ブルクハルト・クラウスナー
- ハンス・ヴェヒター: マックス・ホップ（ドイツ語版） - クルトの厳格な父。市議会議長。
- アンナ・ヴェヒター: ユーディット・エンゲル（ドイツ語版） - クルトの母。ナチの娘で夫から虐げられている。
- メルツァー牧師: ゲッツ・シューベルト（ドイツ語版） - エリックの継父（母親の再婚相手）。
- ヴァルデツキ: ロルフ・カニース - 射撃の教官。実は元親衛隊員。

## 作品の評価
Rotten Tomatoesによれば、10件の評論のうち高評価は90%にあたる9件で、平均点は10点満点中7.3点となっている。